# Oltre Guernica

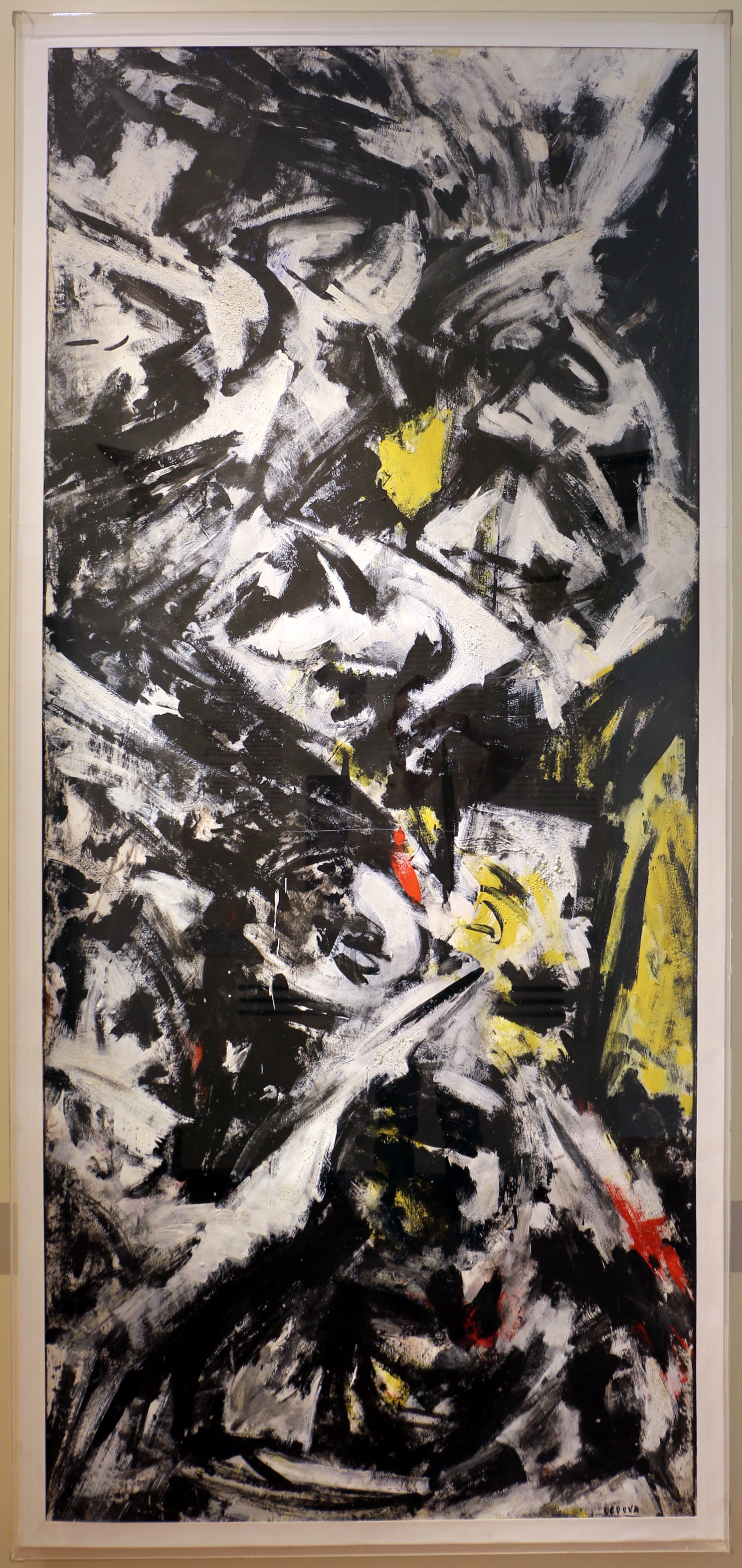
Sin título (1957-1959), obra de Emilio Vedova.

Oltre Guernica (Más allá del Guernica) fue un manifiesto artístico del expresionismo abstracto italiano realizado en Milán en 1946 por un grupo de artistas pertenecientes al Fronte Nuovo delle arti. En este manifiesto se rebaten las razones del empeño político en el arte y se defiende la necesidad del vínculo con la realidad y la opción de la figuración.

## Nómina
Entre los firmantes del manifiesto encontramos a los artistas:
- Giuseppe Ajmone
- Aldo Bergolli
- Egidio Bonfante
- Gianni Dova
- Ibrahim Kodra
- Ennio Morlotti
- Giovanni Paganin
- Cesare Peverelli
- Vittorio Tavernari
- Giovanni Testori
- Emilio Vedova